# Joana Aina Ginard Brunet
Joana Aina Ginard Brunet, de malnom "Butlera" (Artà, 17 de juliol del 1971). És l'actual creadora de l'Argument de Sant Antoni des de l'any 2006. Pertany a la principal nissaga familiar de bons glosadors artanencs, els Butlers.

A part d'escriure l'Argument, ha participat en diversos certamens de glosats: va rebre la menció honorífica a les festes del Vermar de Binissalem del 2003; també va guanyar el primer premi al concurs de glosat Joan Sansó "Geneca" d'Artà el 1999, empatant amb el seu pare Antoni Ginard Cantó "Butler", que era qui escrivia l'Argument antigament; va fer el pregó glosat de la II Nit del vi del Consell Insular de Mallorca; i fou guanyadora del segon premi d'un concurs de glosadors a Binissalem. A les 12 hores de glosa de l'Obra Cultural Balear, li demanaren que fes gloses per donar el sus a la Xª diada.

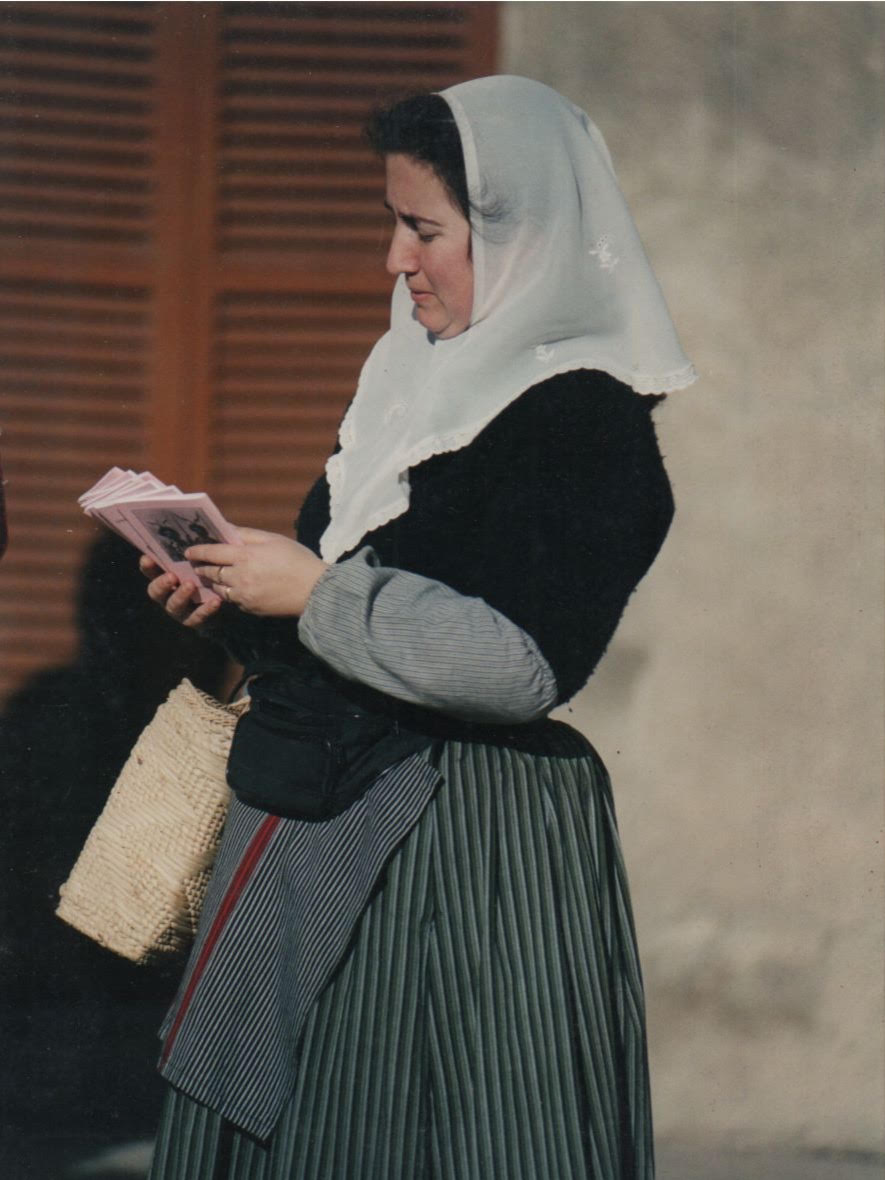
Fotografia de Joana Aina Ginard Brunet, 'Butlera', d'Agustí Torres